# Емулација мреже
Емулација мреже је техника за тестирање учинка стварних апликација преко виртуелне мреже. Другачија је од симулације мреже где чисти математички модели соабраћаја, модели мреже, канала и протокола се примењују. Циљ је да успе учинак, предвиди утицај промене, или са друге стране да се оптимизује технологија доношења одлука.

## Методи емулације
Мрежа емулација је чин увођења уређаја за тестирање мреже (обично у лабораторији) који мења проток пакета на такав начин да опонаша понашање производње, или живе, мреже — као што је ЛАН или ВАН. Овај уређај може бити или опште намене рачунар трчања софтвера за обављање емулације мреже или наменски уређај емулације.  Уређаји уграде променљиве количине атрибута стандардне мреже у своје дизајне, укључујући: повратно време преко мреже (латенција), количину доступног протока, дати степен губитка пакета, дуплирање пакета, прерасподелу пакета, корупцију и модификацију пакетића, и/или озбиљност мрежног џитера. Виши крај мрежних емулатора може да имитира типични Лајер 1 типичне грешке као што су Грешка Бита, губитак сигнала, излаз ротације бита и други.
Познато је да су мреже несавршене - приватне или јавне. Оне уводе кашњење и грешке. Оне иду доле. Оне испуштају пакете. Примарни циљ емулације мреже је да створи окружење где корисници могу повезати своје уређаје, апликације, производе и/или услужити и проценити њихов рад, стабилност, функционалност против мреже сценарија реалног света. Једном тестиран у контролисаном окружењу против стварног стања мреже, корисници могу имати поверења да ће ставка која је тестирана наступати како се од ње и очекује. 

## Емулација, симулација и генерација саобраћаја
Емулација се разликује од симулације у томе да мрежа емулатора изгледа да је мрежа; крајњи -системи као што су компјутери могу бити везани за емулатор и да се понашају као да су спојени са мрежом . Мрежа емулатора опонаша мрежу која повезује крајње системе, а не саме крајње системе. 
Симулатори мреже су обично програми који раде на једном рачунару, узимајући апстрактни опис мрежног саобраћаја, као што су ток процеса долазак и принос статистичких података о перформансима, као што су тампон попуњености у функцији времена.
Ови производи се обично налазе у развоју и осигурању квалитета окружења пружалаца услуга, мреже и опреме, као и предузећа.

## Софтвер мрежне емулације
Програмери обично желе да анализирају време одзива и осетљивост на губитак пакета апликације клијент-сервер, и опонашају специфичан приступ мрежи
(вајфај/3Г/4Г/ транслантик комуникација итд.) са различитим повратним временом, протоком, брзином грешке, напуштањем мреже и апликацијом губитника. Емулатори за ту сврху долазе у различитим облицима, укључујући оне базиране на претраживачу или интегрисани развој окружења уређаја. 
Најпопуларнија симулација мреже пакета софтвера ОПНЕТ и НетСим такође имају моделе емулације за  emulation modules за реално време интерконекције.

## Софтвер за генерисање саобраћаја
Представа мреже под максималним условима пропуста може се анализирати мерењем мрежног саобраћаја у "тестбеду" мреже, користећи генератор мреже у саобраћају, као што је иперф. Генератор саобраћаја шаље лажне пакете, често са јединственим идентификатором пакета, тако да је могуће пратити испоруке пакета на мрежи помоћу мрежног анализатора.